# Bryconalestes
Bryconalestes ist eine Fischgattung aus der Familie der Afrikanischen Salmler (Alestidae). Die drei Arten der Gattung leben in Süßgewässern des tropischen Afrika von Gambia bis zur Demokratischen Republik Kongo.

## Merkmale
Bryconalestes-Arten besitzen einen gestreckten, seitlich abgeflachten Körper und werden 8 bis 12 cm lang. Die Gattung zeigt einen deutlichen Geschlechtsdimorphismus, bei den Männchen sind der zweite bis vierte oder fünfte verzweigte Flossenstrahl der Rückenflosse im Vergleich mit den vorderen unverzweigten und übrigen verzweigten Flossenstrahlen deutlich verlängert. Außerdem ist der erste verzweigte Flossenstrahl der Bauchflossen auffällig verlängert und der zweite ein bisschen. Die Afterflosse wird von 18 bis 26 Weichstrahlen gestützt, davon sind 15 bis 23 verzweigt. Entlang der Seitenlinie zählt man 26 bis 35 Schuppen, 5,5 bis 6,5 Schuppenreihen liegen zwischen der Seitenlinie und der Rückenflossenbasis. Auf dem unteren Abschnitt des ersten Kiemenbogens finden sich 12 bis 15 Kiemenrechen. Bei den Bryconalestes-Arten bleibt in der Frontoparietale (ein Schädelknochen) eine schmale Fontanelle auch bei ausgewachsenen Tieren.

## Systematik
Die Gattung Bryconalestes wurde 1951 durch J. J. Hoedeman für den Langflossensalmler eingeführt. Für die Gattung wurden jedoch keine eindeutige Diagnose angegeben, sondern sie wurde nur kurz in einem Bestimmungsschlüssel afrikanischer Salmler erwähnt. Der Langflossensalmler wurde deshalb in der Folgezeit zusammen mit zwei verwandten Arten (longipinnis-Artengruppe) wieder der Gattung Brycinus zugeordnet. Im Jahr 2005 ergab eine phylogenetische Analyse das die longipinnis-Artengruppe und die beiden anderen Artengruppen von Brycinus eine unterschiedliche Stellung im Stammbaum der afrikanischen Salmler haben, Brycinus also nicht monophyletisch ist. Die Gattung Bryconalestes wurde deshalb wieder revalidiert.

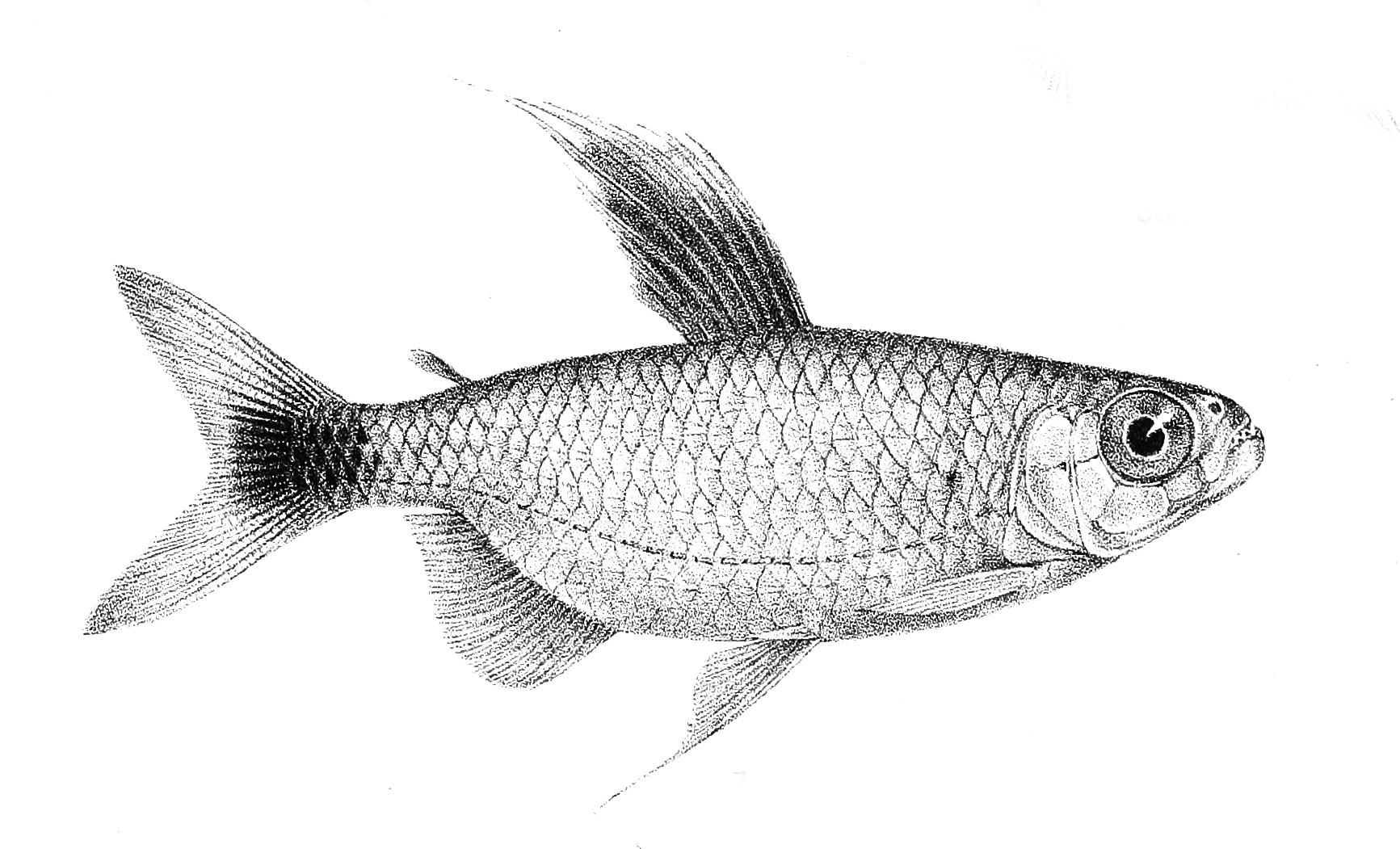
Bryconalestes intermedius

## Arten
- Bryconalestes derhami (Géry & Mahnert, 1977)
- Bryconalestes intermedius (Boulenger, 1903)
- Langflossensalmler (Bryconalestes longipinnis) (Günther, 1864)